# Villeneuve-du-Paréage
Pour les articles homonymes, voir Villeneuve.
Villeneuve-du-Paréage, en occitan Vilanòva del Pariatge, est une commune française située dans le département de l'Ariège, en région Occitanie. Sur le plan historique et culturel, la commune fait partie du pays de l'Aguanaguès ou plaine d'Ariège, parfois appelé basse Ariège, ou piémont ariégeois.
Exposée à un climat océanique altéré, elle est drainée par le Crieu, le Galage, Nom inconnu et par divers autres petits cours d'eau. La commune possède un patrimoine naturel remarquable composé d'une zone naturelle d'intérêt écologique, faunistique et floristique.
Villeneuve-du-Paréage est une commune rurale qui compte 752 habitants en 2022, après avoir connu une forte hausse de la population depuis 1975. Elle fait partie de l'aire d'attraction de Pamiers. Ses habitants sont appelés les Villeneuvois ou Villeneuvoises.
Histoire 

la localité date du Moyen-Age "Vila nova" et fut l'objet d'un conflit entre le roi de France Philippe IV le Bel et le Comte de Foix, qui à l'époque, ne se considérait pas comme vassal du roi de France.
Le conflit fut réglé par l'arbitrage demandé à l'évêque de Pamiers Bernat Saisset et la localité devint un paréage c'est-à-dire une localité dépendent des deux seigneurs avec une énumération précise des compétences de chacun des deux.
d'où son nom de Vilanova del pariatge

source parmi d'autres Wikipédia Bernard Saisset.
Attention ! l'article de Wikipédia a francisé le prénom du prélat. Ce n'est donc pas le  même qu'ici , Bernard en français, Bernat en occitan, son vrai prénom

## Géographie

### Localisation
Commune de l'aire d'attraction de Pamiers située à 4 km au nord-nord-est de Pamiers en plaine d'Ariège.

### Communes limitrophes
Villeneuve-du-Paréage est limitrophe de trois autres communes.
Les communes limitrophes sont Bonnac, Montaut et Pamiers.
| Bonnac |                       | Montaut |
|        | Villeneuve-du-Paréage |         |
|        | Pamiers               |         |

### Géologie et relief
La commune est située dans le Bassin aquitain, le deuxième plus grand bassin sédimentaire de la France après le Bassin parisien, la totalité du territoire étant recouverte par des formations superficielles. Les terrains affleurants sur le territoire communal sont constitués de roches sédimentaires datant du Cénozoïque, l'ère géologique la plus récente sur l'échelle des temps géologiques, débutant il y a 66 millions d'années. La structure détaillée des couches affleurantes est décrite dans la feuille « n°1057 - Pamiers » de la carte géologique harmonisée au 1/50 000ème du département de l'Ariège, et sa notice associée.
La superficie cadastrale de la commune publiée par l’Insee, qui sert de références dans toutes les statistiques, est de 11,47 km2,. La superficie géographique, issue de la BD Topo, composante du Référentiel à grande échelle produit par l'IGN, est quant à elle de 11,49 km2. Son relief est relativement plat puisque la dénivelée maximale atteint 24 mètres. L'altitude du territoire varie entre 266 m et 290 m.

### Hydrographie

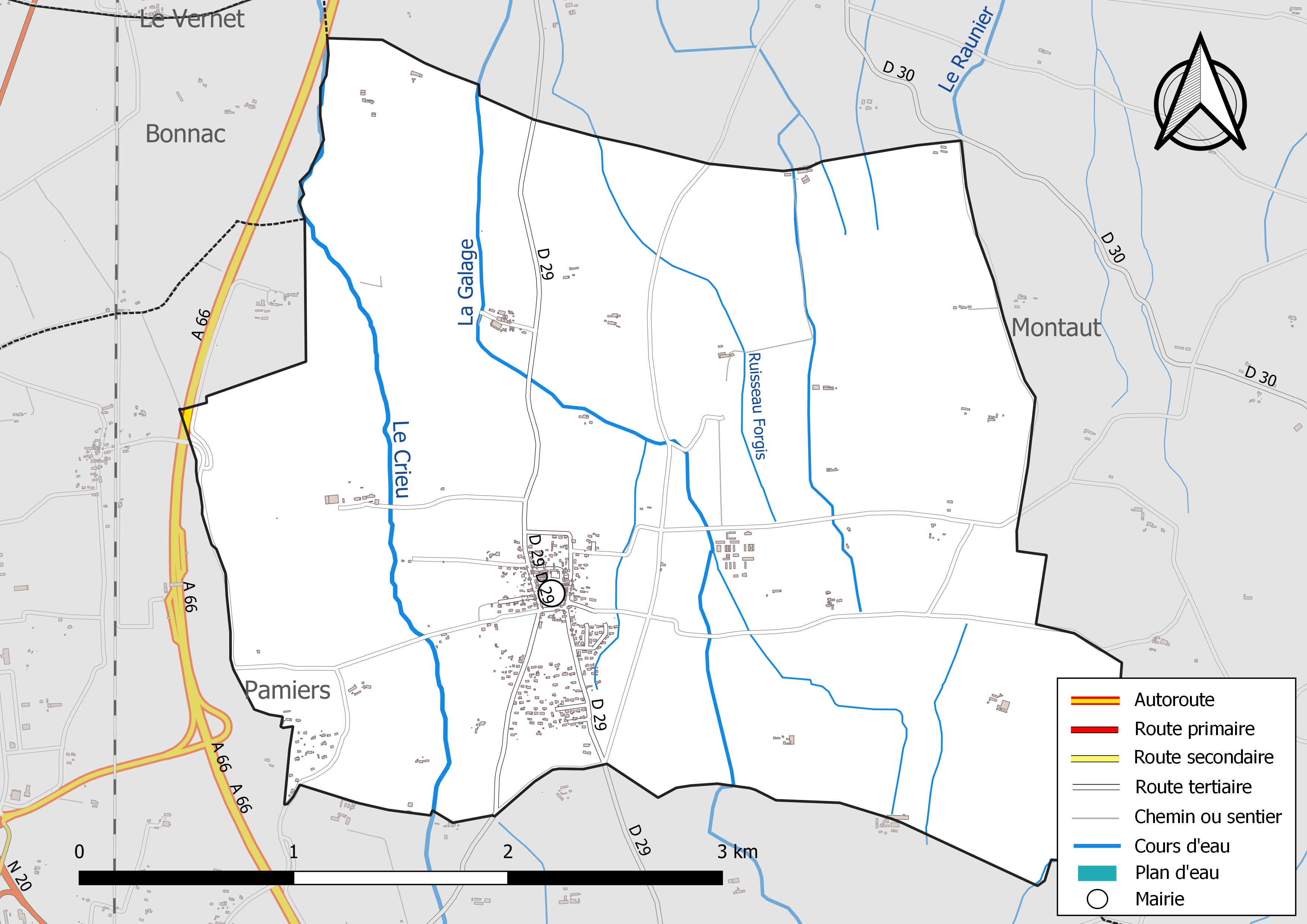
Réseaux hydrographique et routier de Villeneuve-du-Paréage.

La commune est dans le bassin versant de la Garonne, au sein du bassin hydrographique Adour-Garonne. Elle est drainée par le Crieu, le Galage, le ruisseau Forgis et par divers petits cours d'eau, constituant un réseau hydrographique de 17 km de longueur totale,.
Le Crieu, d'une longueur totale de 34,8 km, prend sa source dans la commune de Ventenac et s'écoule du sud vers le nord. Il traverse la commune et se jette dans l'Ariège à Saverdun, après avoir traversé 14 communes.
Le Galage, d'une longueur totale de 19,3 km, prend sa source dans la commune de Pamiers et s'écoule du sud vers le nord. Il traverse la commune et se jette dans l'Ariège à Cintegabelle, après avoir traversé 6 communes.

### Climat
Pour des articles plus généraux, voir Climat de l'Occitanie et Climat de l'Ariège.
En 2010, le climat de la commune est de type climat du Bassin du Sud-Ouest, selon une étude s'appuyant sur une série de données couvrant la période 1971-2000. En 2020, Météo-France publie une typologie des climats de la France métropolitaine dans laquelle la commune est exposée à un climat de montagne et est dans la région climatique Pyrénées centrales, caractérisée par une pluviométrie annuelle de 1 000 à 1 200 mm.
Pour la période 1971-2000, la température annuelle moyenne est de 13 °C, avec  une amplitude thermique annuelle de 15,9 °C. Le cumul annuel moyen de précipitations est de 768 mm, avec 9 jours de précipitations en janvier et 5,5 jours en juillet. Pour la période 1991-2020 la température moyenne annuelle observée sur la station météorologique la plus proche, située sur la commune de Montaut à 4 km à vol d'oiseau, est de 13,7 °C et le cumul annuel moyen de précipitations est de 677,1 mm,. Pour l'avenir, les paramètres climatiques de la commune estimés pour 2050 selon différents scénarios d’émission de gaz à effet de serre sont consultables sur un site dédié publié par Météo-France en novembre 2022.

### Milieux naturels et biodiversité

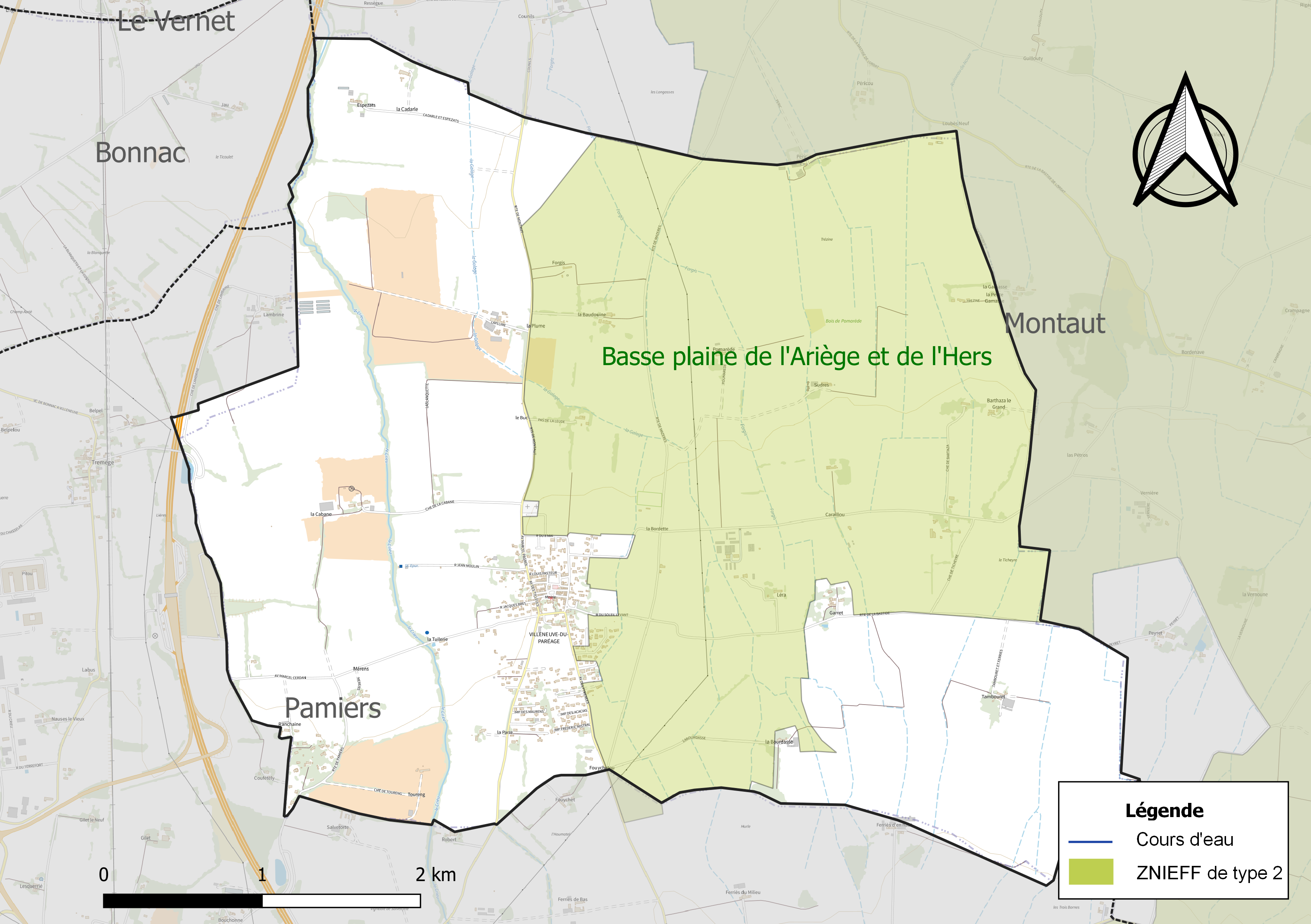
Carte de la ZNIEFF de type 2 localisée sur la commune.

L’inventaire des zones naturelles d'intérêt écologique, faunistique et floristique (ZNIEFF) a pour objectif de réaliser une couverture des zones les plus intéressantes sur le plan écologique, essentiellement dans la perspective d’améliorer la connaissance du patrimoine naturel national et de fournir aux différents décideurs un outil d’aide à la prise en compte de l’environnement dans l’aménagement du territoire.
Une ZNIEFF de type 2 est recensée sur la commune :
les « basse plaine de l'Ariège et de l'Hers » (7 048 ha), couvrant 14 communes dont 13 dans l'Ariège et 1 dans la Haute-Garonne.

## Urbanisme

### Typologie
Au 1er janvier 2024, Villeneuve-du-Paréage est catégorisée commune rurale à habitat dispersé, selon la nouvelle grille communale de densité à 7 niveaux définie par l'Insee en 2022.
Elle est située hors unité urbaine. Par ailleurs la commune fait partie de l'aire d'attraction de Pamiers, dont elle est une commune de la couronne,. Cette aire, qui regroupe 52 communes, est catégorisée dans les aires de moins de 50 000 habitants,.

### Occupation des sols

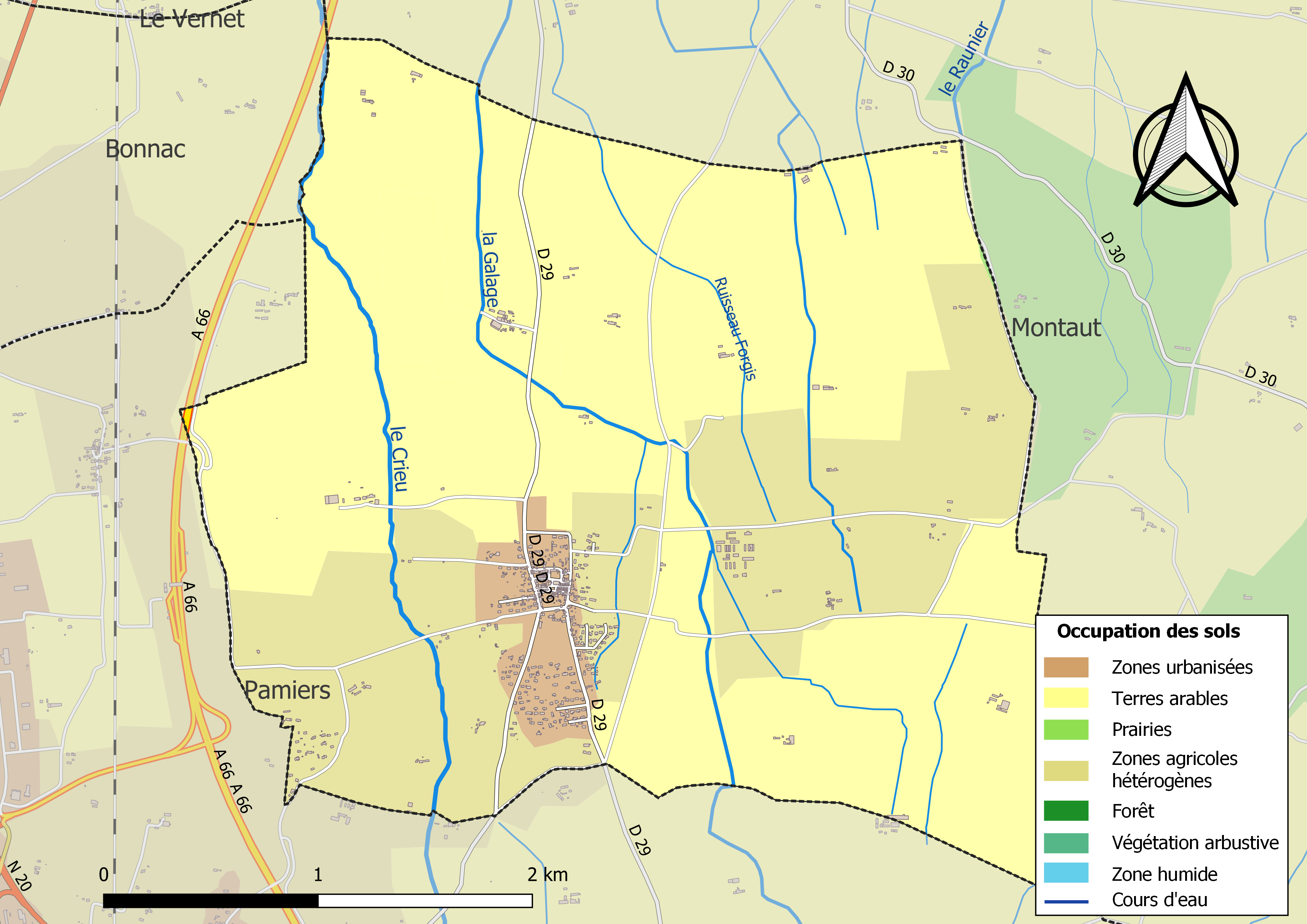
Carte des infrastructures et de l'occupation des sols de la commune en 2018 (CLC).

L'occupation des sols de la commune, telle qu'elle ressort de la base de données européenne d’occupation biophysique des sols Corine Land Cover (CLC), est marquée par l'importance des territoires agricoles (95,7 % en 2018), en diminution par rapport à 1990 (100 %). La répartition détaillée en 2018 est la suivante : 
terres arables (66 %), zones agricoles hétérogènes (26,2 %), zones urbanisées (4,3 %), cultures permanentes (3,5 %). L'évolution de l’occupation des sols de la commune et de ses infrastructures peut être observée sur les différentes représentations cartographiques du territoire : la carte de Cassini (XVIIIe siècle), la carte d'état-major (1820-1866) et les cartes ou photos aériennes de l'IGN pour la période actuelle (1950 à aujourd'hui).

### Habitat et logement
En 2018, le nombre total de logements dans la commune était de 336, alors qu'il était de 326 en 2013 et de 265 en 2008.
Parmi ces logements, 92,8 % étaient des résidences principales, 1,8 % des résidences secondaires et 5,4 % des logements vacants. Ces logements étaient pour 97 % d'entre eux des maisons individuelles et pour 2,7 % des appartements.
Le tableau ci-dessous présente la typologie des logements à Villeneuve-du-Paréage en 2018 en comparaison avec celle de l'Ariège et de la France entière. Une caractéristique marquante du parc de logements est ainsi une proportion de résidences secondaires et logements occasionnels (1,8 %) inférieure à celle du département (24,6 %) mais supérieure à celle de la France entière (9,7 %). Concernant le statut d'occupation de ces logements, 79,1 % des habitants de la commune sont propriétaires de leur logement (79,1 % en 2013), contre 66,3 % pour l'Ariège et 57,5 % pour la France entière.
| Typologie                                               | Villeneuve-du-Paréage | Ariège | France entière |
| ------------------------------------------------------- | --------------------- | ------ | -------------- |
| Résidences principales (en %)                           | 92,8                  | 65,7   | 82,1           |
| Résidences secondaires et logements occasionnels (en %) | 1,8                   | 24,6   | 9,7            |
| Logements vacants (en %)                                | 5,4                   | 9,7    | 8,2            |

### Voies de communication et transports
Accès avec l'autoroute A66 (Villefranche-de-Lauragais/Pamiers) et la route départementale D 29, ainsi que par la gare de Pamiers sur la ligne de Portet-Saint-Simon à Puigcerda (frontière).

### Risques majeurs
Le territoire de la commune de Villeneuve-du-Paréage est vulnérable à différents aléas naturels : inondations, climatiques (grand froid ou canicule) et séisme (sismicité faible). Il est également exposé à un risque technologique,  le transport de matières dangereuses,.

#### Risques naturels

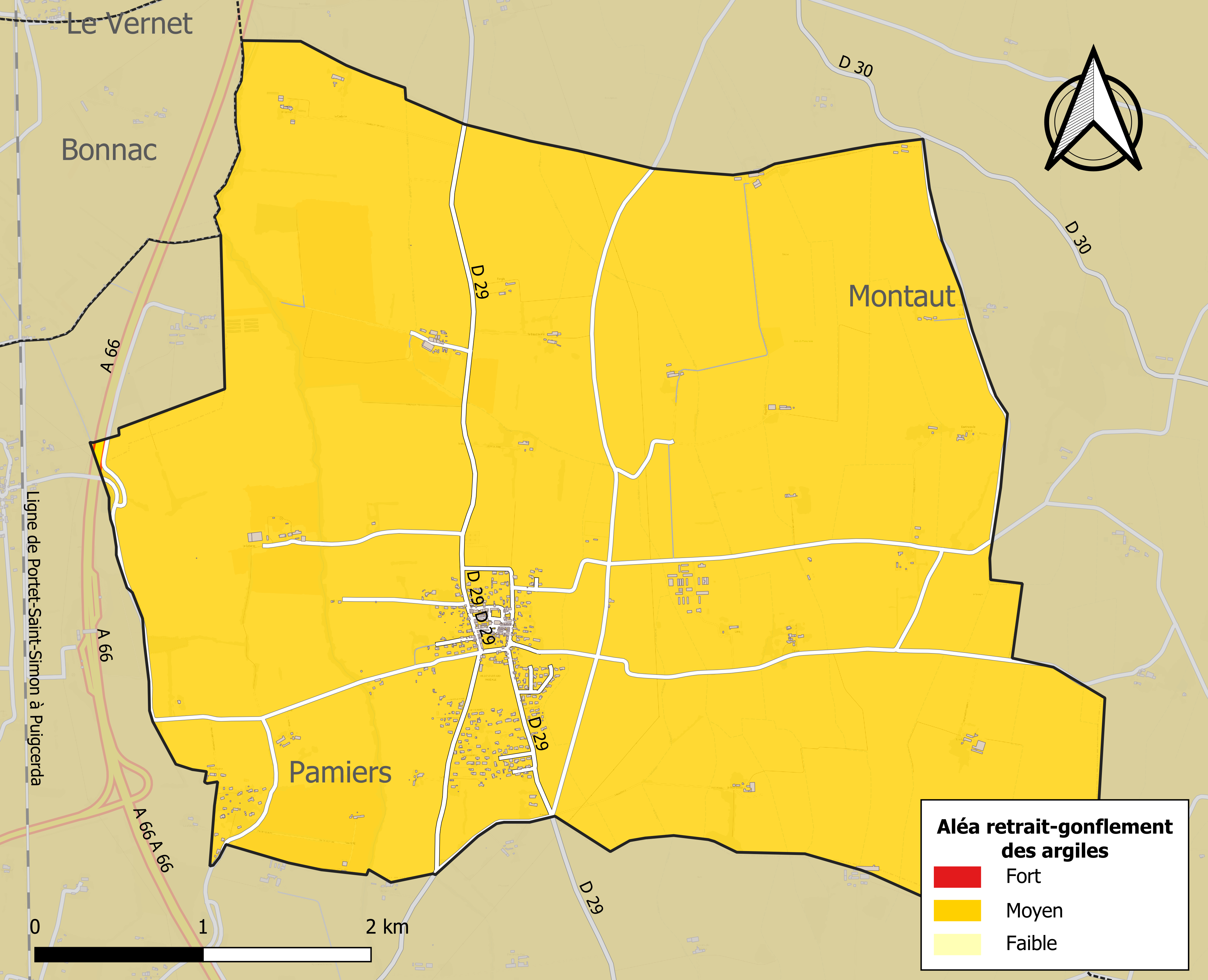
Zonage de l'aléa retrait-gonflement des argiles sur la commune de Villeneuve-du-Paréage.

Certaines parties du territoire communal sont susceptibles d’être affectées par le risque d’inondation par débordement d'un cours d'eau, le Crieu, ou ruissellement d'un versant.
Près de 50 % de la superficie du département est concernée par l'aléa retrait-gonflement des argiles, dont la commune de Villeneuve-du-Paréage. L'inventaire national des cavités souterraines permet par ailleurs de localiser celles situées sur la commune.
Ces risques naturels sont pris en compte dans l'aménagement du territoire de la commune par le biais d'un plan de prévention des risques (PPR) inondation et mouvement de terrain approuvé le 6 mars 2006.

#### Risques technologiques
Le risque de transport de matières dangereuses par une infrastructure routière ou ferroviaire ou par une canalisation de transport de gaz concerne la commune. Un accident se produisant sur une telle infrastructure est en effet susceptible d’avoir des effets graves au bâti ou aux personnes jusqu’à 350 m, selon la nature du matériau transporté. Des dispositions d’urbanisme peuvent être préconisées en conséquence.

## Toponymie
Ville neuve et paréage résument explicitement ce qu'est généralement une bastide.

## Histoire
Villeneuve est une bastide créée par un paréage intervenu en 1308 entre le roi de France Philippe IV le Bel (1285-1314) et l'évêque de Pamiers.

## Politique et administration

### Découpage territorial
La commune de Villeneuve-du-Paréage est membre de la communauté de communes des Portes d'Ariège Pyrénées, un établissement public de coopération intercommunale (EPCI) à fiscalité propre créé le 5 octobre 2016 dont le siège est à Pamiers. Ce dernier est par ailleurs membre d'autres groupements intercommunaux.
Sur le plan administratif, elle est rattachée à l'arrondissement de Pamiers, au département de l'Ariège, en tant que circonscription administrative de l'État, et à la région Occitanie.
Sur le plan électoral, elle dépend du canton des Portes d'Ariège pour l'élection des conseillers départementaux, depuis le redécoupage cantonal de 2014 entré en vigueur en 2015, et de la deuxième circonscription de l'Ariège  pour les élections législatives, depuis le redécoupage électoral de 1986.

### Administration municipale
Le nombre d'habitants au recensement de 2017 étant compris entre 500 et 1 499 habitants, le nombre de membres du conseil municipal pour l'élection de 2020 est de quinze,.

### Tendances politiques et résultats

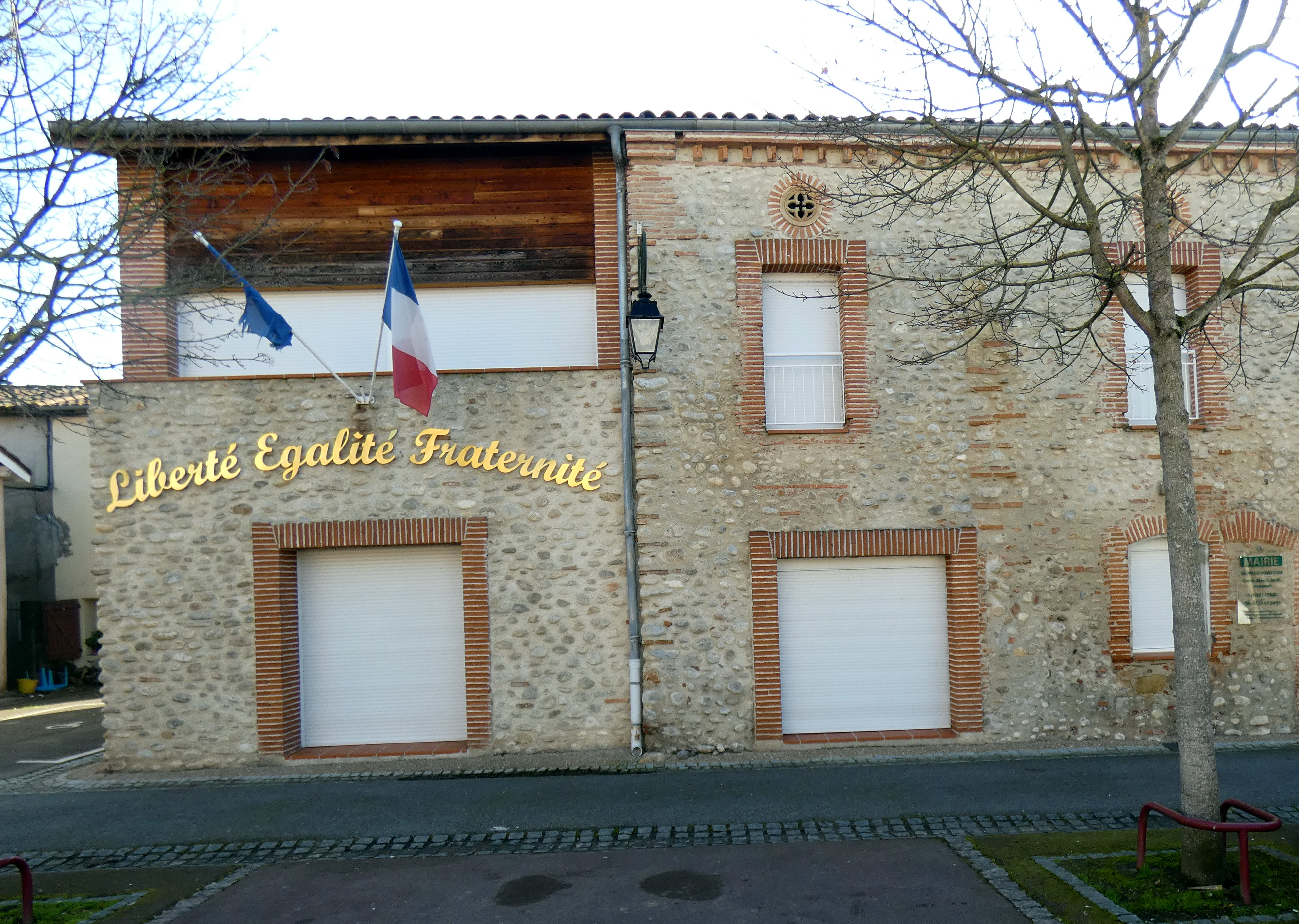
La mairie.

### Liste des maires
| Période                                  | Période  | Identité             | Étiquette | Qualité |
| ---------------------------------------- | -------- | -------------------- | --------- | ------- |
| 1813                                     | 1818     | Joseph LOUBES        |           |         |
| 1818                                     | 1846     | Jean LOUBES          |           |         |
| 1846                                     | 1855     | Jean GILIS           |           |         |
| 1855                                     | 1870     | Charles Victor DUPRE |           |         |
| 1870                                     | 1899     | Gustave MALLEVILLE   |           |         |
| 1900                                     | 1904     | Jean CAHUC           |           |         |
| 1904                                     | 1912     | Elie DUPRE           |           |         |
| 1912                                     | 1945     | Jacques FAGES        |           |         |
| 1945                                     | 1961     | Auguste LOUBES       |           |         |
| 1961                                     | 1971     | Saturnin CARRETIER   |           |         |
| 1971                                     | 1995     | Sylvain LAVIGNE      | DVG       |         |
| 1995                                     | 2014     | Laurent AZEMAR       |           |         |
| mars 2014                                | En cours | Jeanine IZAAC        | SE        |         |
| Les données manquantes sont à compléter. |          |                      |           |         |

## Population et société

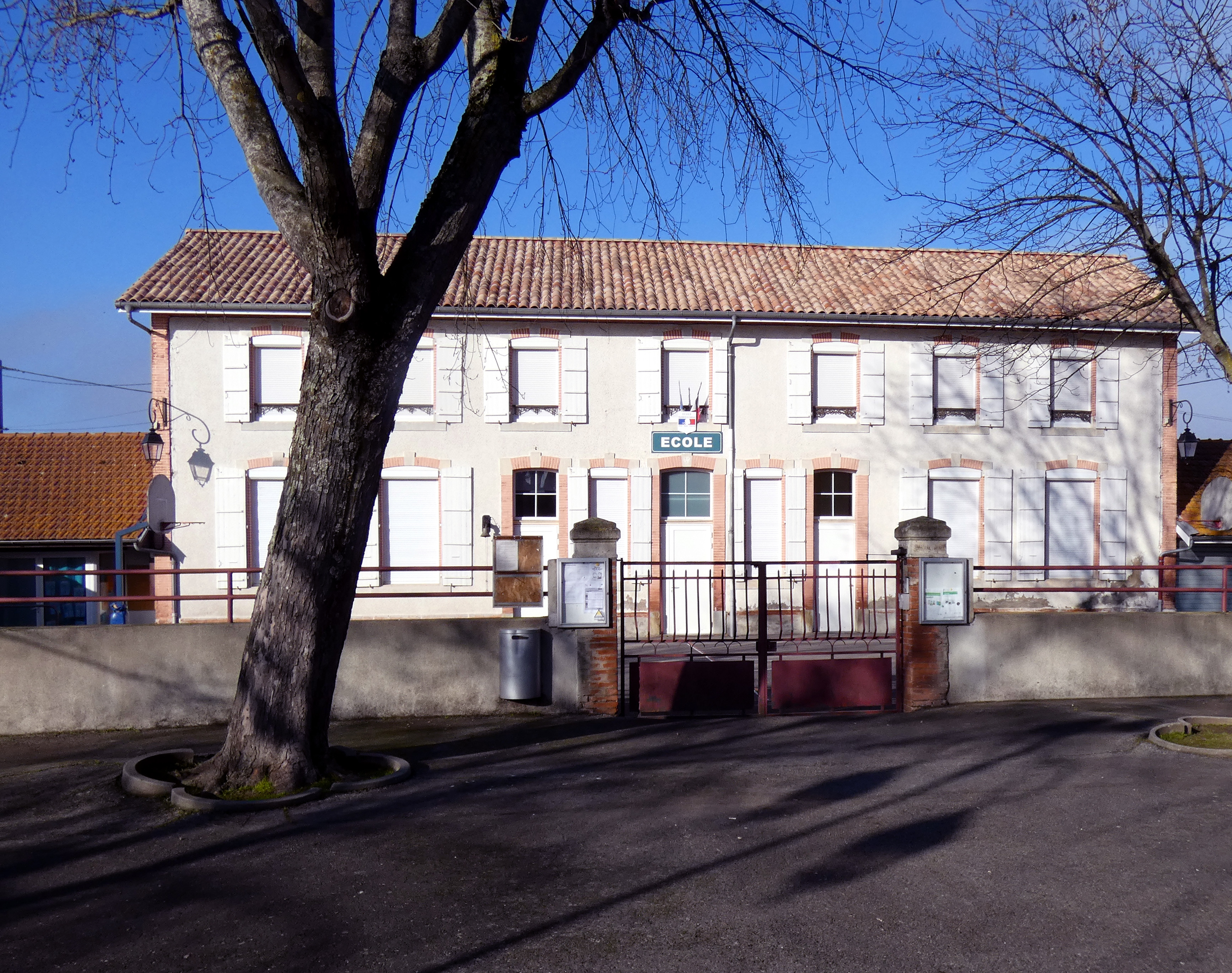
Ecole du Villeneuve-du-Paréage (Ariège)

### Démographie
L'évolution du nombre d'habitants est connue à travers les recensements de la population effectués dans la commune depuis 1793. Pour les communes de moins de 10 000 habitants, une enquête de recensement portant sur toute la population est réalisée tous les cinq ans, les populations de référence des années intermédiaires étant quant à elles estimées par interpolation ou extrapolation. Pour la commune, le premier recensement exhaustif entrant dans le cadre du nouveau dispositif a été réalisé en 2007.

En 2022, la commune comptait 752 habitants, en évolution de −2,46 % par rapport à 2016 (Ariège : +1,48 %, France hors Mayotte : +2,11 %).
| 1793 | 1800 | 1806 | 1821 | 1831 | 1836 | 1841 | 1846 | 1851 |
| ---- | ---- | ---- | ---- | ---- | ---- | ---- | ---- | ---- |
| 318  | 371  | 518  | 526  | 554  | 552  | 587  | 623  | 632  |

| 1856 | 1861 | 1866 | 1872 | 1876 | 1881 | 1886 | 1891 | 1896 |
| ---- | ---- | ---- | ---- | ---- | ---- | ---- | ---- | ---- |
| 608  | 532  | 568  | 549  | 542  | 500  | 554  | 484  | 503  |

| 1901 | 1906 | 1911 | 1921 | 1926 | 1931 | 1936 | 1946 | 1954 |
| ---- | ---- | ---- | ---- | ---- | ---- | ---- | ---- | ---- |
| 447  | 453  | 441  | 414  | 408  | 391  | 366  | 373  | 414  |

| 1962 | 1968 | 1975 | 1982 | 1990 | 1999 | 2006 | 2007 | 2012 |
| ---- | ---- | ---- | ---- | ---- | ---- | ---- | ---- | ---- |
| 394  | 374  | 358  | 412  | 489  | 523  | 613  | 627  | 748  |

| 2017 | 2022 | - | - | - | - | - | - | - |
| ---- | ---- | - | - | - | - | - | - | - |
| 765  | 752  | - | - | - | - | - | - | - |

| selon la population municipale des années : | 1968 | 1975 | 1982 | 1990 | 1999 | 2006 | 2009 | 2013 |
| Rang de la commune dans le département      | 84   | 62   | 66   | 58   | 59   | 51   | 51   | 34   |
| Nombre de communes du département           | 340  | 328  | 330  | 332  | 332  | 332  | 332  | 332  |

### Enseignement
Villeneuve-du-Paréage fait partie de l'académie de Toulouse.

### Activités sportives
Pétanque, rugby à XV le Villeneuve XV.

### Écologie et recyclage
La collecte et le traitement des déchets des ménagés et des déchets assimilés ainsi que la protection et la mise en valeur de l'environnement se font dans le cadre du SMECTOM du Plantaurel,.

## Économie

### Revenus
En 2018  (données Insee publiées en septembre 2021), la commune compte 292 ménages fiscaux, regroupant 699 personnes. La médiane du revenu disponible par unité de consommation est de 22 330 € (19 820 € dans le département).

### Emploi
| Division       | 2008  | 2013   | 2018   |
| -------------- | ----- | ------ | ------ |
| Commune        | 4,4 % | 5,6 %  | 8,4 %  |
| Département    | 8,9 % | 11,1 % | 11,2 % |
| France entière | 8,3 % | 10 %   | 10 %   |

En 2018, la population âgée de 15 à 64 ans s'élève à 499 personnes, parmi lesquelles on compte 79,5 % d'actifs (71,1 % ayant un emploi et 8,4 % de chômeurs) et 20,5 % d'inactifs,. Depuis 2008, le taux de chômage communal (au sens du recensement) des 15-64 ans est inférieur à celui de la France et du département.
La commune fait partie de la couronne de l'aire d'attraction de Pamiers, du fait qu'au moins 15 % des actifs travaillent dans le pôle,. Elle compte 114 emplois en 2018, contre 88 en 2013 et 103 en 2008. Le nombre d'actifs ayant un emploi résidant dans la commune est de 361, soit un indicateur de concentration d'emploi de 31,7 % et un taux d'activité parmi les 15 ans ou plus de 64,8 %.
Sur ces 361 actifs de 15 ans ou plus ayant un emploi, 52 travaillent dans la commune, soit 14 % des habitants. Pour se rendre au travail, 91,1 % des habitants utilisent un véhicule personnel ou de fonction à quatre roues, 1,4 % les transports en commun, 3,6 % s'y rendent en deux-roues, à vélo ou à pied et 3,9 % n'ont pas besoin de transport (travail au domicile).

### Activités hors agriculture
40 établissements sont implantés  à Villeneuve-du-Paréage au 31 décembre 2019. Le tableau ci-dessous en détaille le nombre par secteur d'activité et compare les ratios avec ceux du département,.
| Secteur d'activité                                                                                        | Commune | Commune | Département |
| Secteur d'activité                                                                                        | Nombre  | %       | %           |
| --- | ------- | ------- | ----------- |
| Ensemble                                                                                                  | 40      |         |             |
| Industrie manufacturière, industries extractives et autres                                                | 8       | 20 %    | (12,9 %)    |
| Construction                                                                                              | 6       | 15 %    | (14,2 %)    |
| Commerce de gros et de détail, transports, hébergement et restauration                                    | 11      | 27,5 %  | (27,5 %)    |
| Information et communication                                                                              | 1       | 2,5 %   | (1,8 %)     |
| Activités spécialisées, scientifiques et techniques et activités de services administratifs et de soutien | 5       | 12,5 %  | (13,2 %)    |
| Administration publique, enseignement, santé humaine et action sociale                                    | 4       | 10 %    | (14,4 %)    |
| Autres activités de services                                                                              | 5       | 12,5 %  | (8,8 %)     |

Le secteur du commerce de gros et de détail, des transports, de l'hébergement et de la restauration est prépondérant sur la commune puisqu'il représente 27,5 % du nombre total d'établissements de la commune (11 sur les 40 entreprises implantées  à Villeneuve-du-Paréage), contre 27,5 % au niveau départemental.
Les deux entreprises ayant leur siège social sur le territoire communal qui génèrent le plus de chiffre d'affaires en 2020 sont : 
- Equisun, production d'électricité (36 k€) ;
- Faurenergy, production d'électricité (29 k€).

### Agriculture
La commune fait partie de la petite région agricole dénommée « Plaine de l'Ariège ». En 2010, l'orientation technico-économique de l'agriculture  sur la commune est la polyculture et le polyélevage.
|                                   | 1988 | 2000 | 2010 |
| --------------------------------- | ---- | ---- | ---- |
| Exploitations                     | 29   | 26   | 19   |
| Superficie agricole utilisée (ha) | 865  | 961  | 908  |

Le nombre d'exploitations agricoles en activité et ayant leur siège dans la commune est passé de 29 lors du recensement agricole de 1988 à 26 en 2000 puis à 19 en 2010, soit une baisse de 34 % en 22 ans. Le même mouvement est observé à l'échelle du département qui a perdu pendant cette période 48 % de ses exploitations. La surface agricole utilisée sur la commune a quant à elle augmenté, passant de 865 ha en 1988 à 908 ha en 2010. Parallèlement la surface agricole utilisée moyenne par exploitation a augmenté, passant de 30 à 48 ha.

## Culture locale et patrimoine

### Lieux et monuments
- Église Saint-Blaise répertoriée dans la Base Mérimée[54]. De nombreux objets sont référencés dans la Base Palissy (voir les notices liées)[54].

### Personnalités liées à la commune
- Bernard Saisset
- Julien Tourtoulou

### Héraldique
| Blason | Blasonnement : Tranché de gueules et d'or, à la tour d'argent maçonnée, ouverte et ajourée de sable, accompagnée à dextre d'une tête de crosse épiscopale de tenné, à senestre d'une croix occitane d'or et en pointe d'une plume d'azur posée en fasce. Commentaires : Particularité : l'écu utilisé par la mairie a la forme d'un « basel » (pelle à battre le linge). La tour : construite sur une butte par le comte Gaspard de Caillau en 1213, elle assurait la protection du village. Elle se trouvait sur l'actuelle « place du château » et fut détruite en 1629. La crosse : symbole des évêques présents lors de la signature du paréage en 1251. La croix du Languedoc : au Moyen Âge, Villeneuve était rattachée au comté de Mirepoix qui appartenait au Haut-Languedoc. La plume : lieu-dit où était implanté l'ancien village de Villeneuve. |